# Universitätsbibliothek Würzburg
Die Universitätsbibliothek Würzburg ist die zentrale Bibliothek der Julius-Maximilians-Universität Würzburg. Als Regionalbibliothek Unterfrankens sammelt sie unterfränkisches Schrifttum. Unterhaltsträger der UB Würzburg ist der Freistaat Bayern. Mit 3,6 Millionen Medien gehört sie zu den größten Bibliotheken in Bayern.

## Geschichte
1619 gründete der Fürstbischof Johann Gottfried I. von Aschhausen die Bibliotheca Academica Godefridiana. Bis 1981 war sie im Renaissancegebäude der Alten Universität in der Domerschulstraße 16 untergebracht.
Im 17./18. Jahrhundert wuchsen die Buchbestände durch Ankauf privater Büchersammlungen, z. B. des Augsburger und Eichstätter Domherrn Johann Georg von Werdenstein, des Würzburger Domvikars Paul Wenger und des Augsburger Bürgers Johann Baptist Welser. Der Dreißigjährige Krieg brachte große Verluste. Als Folge der Säkularisation kamen 1803 zahlreiche Handschriften und Inkunabeln in den Besitz der Bibliothek. Die wertvollste Handschrift, die die Bibliothek seither (für 1,35 Millionen DM mit Sondermitteln des Bayerischen Staatsministeriums Wissenschaft und Kunst) erworben hat, ist eine im Auftrag von Julius Echter angefertigte Abschrift der Bischofs-Chronik von Lorenz Fries. Bis 1806 wuchs der Gesamtbestand auf 25.500 Bände. Private Sammlungen erhielt die Bibliothek etwa durch die Würzburger Sammler Friedrich Prym (vgl. Sosylos-Papyrus), Philipp Franz Horn (1781–1856), Oberpfleger am Juliusspital, und den Mediziner Johann Lukas Schönlein. Durch Schenkung und Kauf – zum Beispiel der Fürstlich Leiningenschen Bibliothek Amorbach – wuchs der Gesamtbestand in den folgenden 100 Jahren auf 370.000 Bände. Bei der letzten Zählung vor dem Bombenangriff auf Würzburg am 16. März 1945 waren es 462.000 Bände.
Der Brand vernichtete 80 % des Bestandes. Die unter dem Staatsoberbibliothekar und stellvertretendem Direktor der UB Georg Keller erfolgte Wiederherstellung der Bibliotheksräume in der Domerschulgasse war 1957 abgeschlossen. 1981 wurde der Neubau (Architekt: Alexander Freiherr von Branca) auf dem Erweiterungsgelände Am Hubland bezogen. In dem Gebäude war bis Juni 2014 auch das Institut für Hochschulkunde untergebracht.
Zu den bedeutenden Bibliothekaren der Würzburger Universitätsbibliothek zählen Peter von Richarz und Anton Ruland. 2019 feierte die Universitätsbibliothek ihr 400-jähriges Bestehen mit einem vielfältigen und umfangreichen Jubiläumsprogramm. Einer der Höhepunkte im Jubiläumsjahr war die Ausstellung „Elfenbein & Ewigkeit“, in der über 70 Spitzenstücke aus den Sondersammlungen in einer einzigartigen Zusammenstellung präsentiert wurden.

## Bibliothekssystem und Bestände
Die analogen Bestände der UB umfassen rund 3,6 Millionen Medien, darunter ca. 8000 aktuelle Zeitschriften. Den Benutzern steht neben dem gedruckten Bestand ein umfangreiches elektronisches Angebot (E-Books, E-Zeitschriften, E-Zeitungen) zur Verfügung. Alle elektronischen Ressourcen sind im Katalog der UB nachgewiesen. Die Nutzung ist für Angehörige der Universität Würzburg (Studierende, Dozenten, Mitarbeiter) zum größten Teil auch von zu Hause aus möglich. Die Bestände verteilen sich jeweils etwa zur Hälfte auf die Zentralbibliothek und auf rund 70 Teil-, Instituts- und Klinikbibliotheken. Die zahlreichen Standorte sind das Resultat der wechselvollen Geschichte der Universität und ihrer Bibliothek. Spiegel der kulturgeschichtlichen Bedeutung der Universitätsbibliothek sind u. a. ihre Sondersammlungen an bedeutenden historischen Handschriften und Drucken. Seit Juli 2021 können Medien in der Zentralbibliothek „kontaktlos“ selbst zur Ausleihe verbucht und zurückgegeben werden. Mittlerweile wurde die elektronische Ausleihe mit der RFID-Technologie (Radio Frequency Identification) auch in den größeren Teilbibliotheksstandorten eingeführt.

## UB Würzburg in Zahlen (2023)

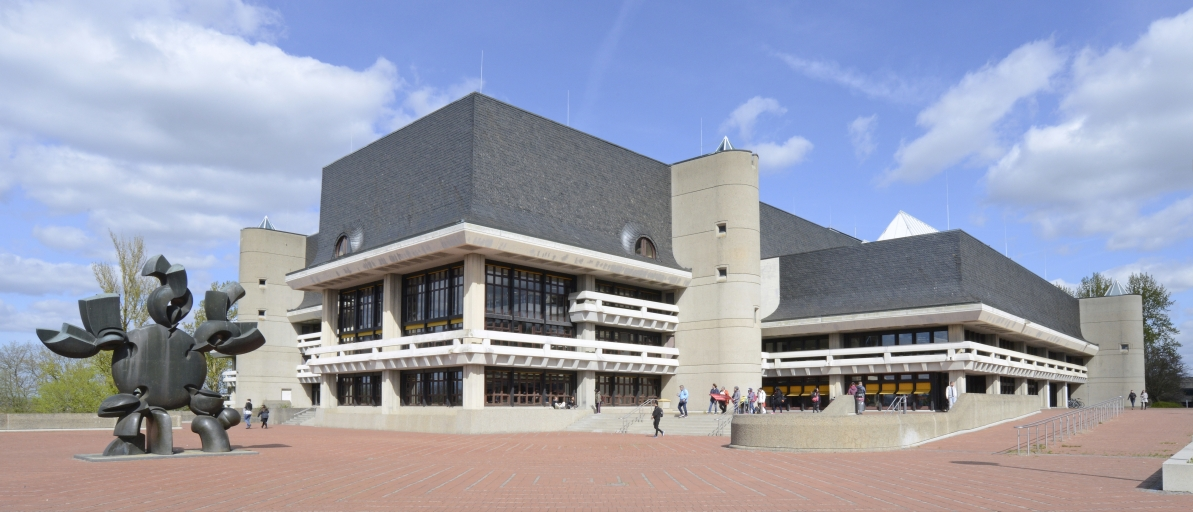
Universitätsbibliothek Würzburg

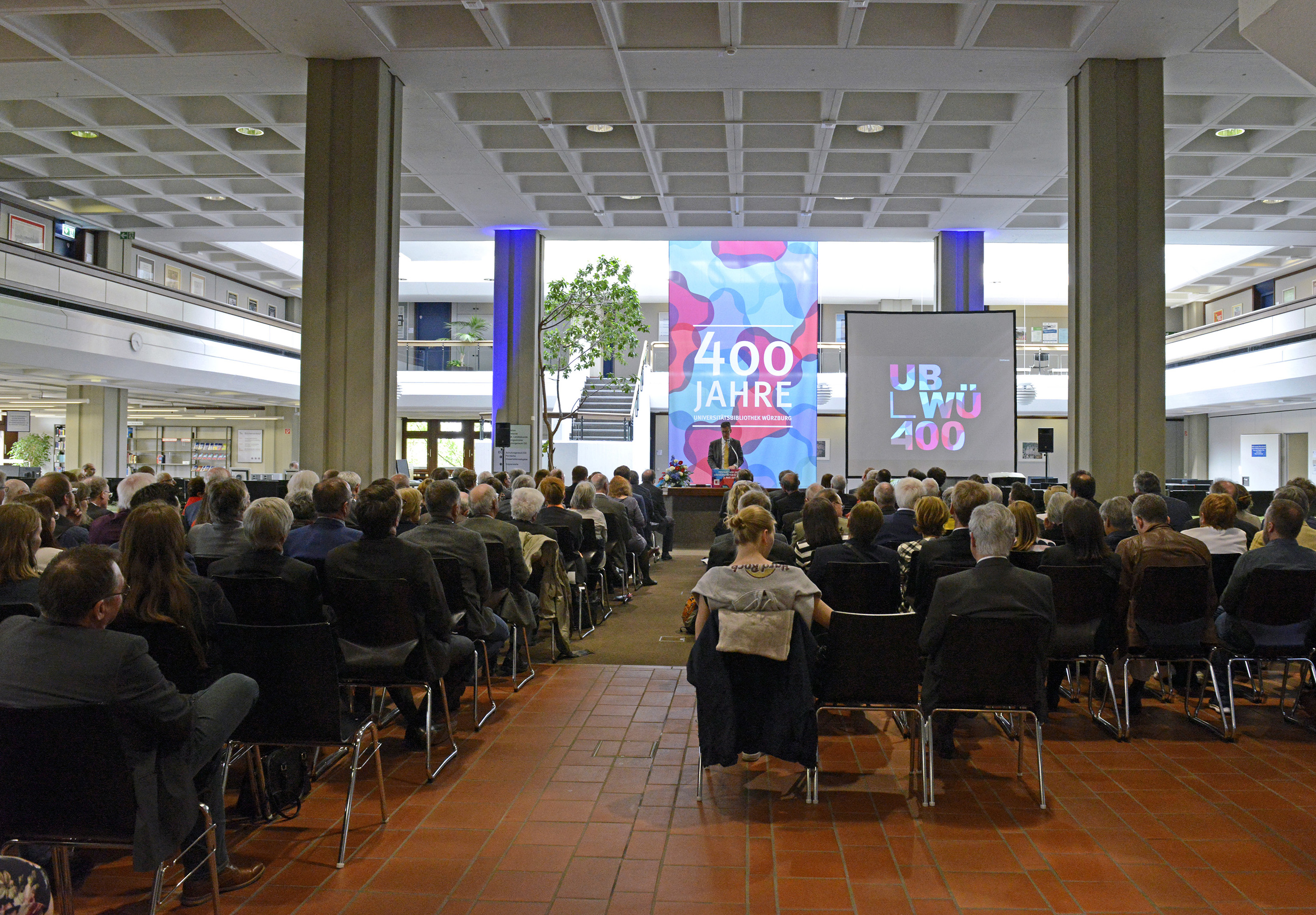
Festakt zum 400-jährigen Jubiläum der Universitätsbibliothek Würzburg

| Gesamtbestand                                                | 3.584.110 |
| Digitale Bestände (E-Books, E-Zeitungen und E-Zeitschriften) | 504.994   |
| Neuzugang (gedruckt)                                         | 27.067    |
| Digitalisierte Seiten                                        | 56.964    |
|                                                              |           |
| E-Book-Zugriffe                                              | 2.305.542 |
| Zugriffe auf Artikel in E-Zeitschriften                      | 1.532.006 |
| Suchanfragen im Online-Katalog                               | 3.203.721 |
|                                                              |           |
| Bibliotheksbesuche                                           | 1.317.408 |
| Aufrufe E-Learning-Angebote                                  | 4.428     |
| Kurse, Schulungen (Teilnehmende)                             | 5.164     |
| Registrierte Nutzer                                          | 58.928    |
| Lernarbeitsplätze (zentral und dezentral)                    | 2.539     |
| Entleihungen                                                 | 395.389   |
| Auskunftsanfragen                                            | 25.899    |

## Service
Die Universitätsbibliothek bietet Einführungskurse für spezielle Zielgruppen an, z. B. für Studierende, Schüler und Lehrer sowie Veranstaltungen, die sich an ein breiteres Publikum richten. Hierzu gehören auch die unter einem bestimmten Thema stehenden Führungen der Abteilung Sondersammlungen. Für ihre intensive und beispielhafte Zusammenarbeit mit Schulen erhielt die UB wiederholt das bayerische Gütesiegel Bibliotheken – Partner der Schulen. Daneben werden zahlreiche Kurse zur Vermittlung von Informationskompetenz angeboten, die in die Curricula fast aller Studiengänge der Universität Würzburg integriert sind. Während der Servicezeiten der Zentralbibliothek können sich die Bibliotheksbenutzerinnen und -benutzer telefonisch oder persönlich an der Informationstheke beraten lassen. Für Anfragen, Wünsche, Anschaffungsvorschläge und Kritik steht ein Auskunftsmanagementsystem zur Verfügung. Reprografische Dienstleistungen bietet das Digitalisierungszentrum der UB an. Zu den Kernaufgaben des Digitalisierungszentrums zählen neben Reprodiensten für universitäre und wissenschaftliche Zwecke auch Scanarbeiten für Elektronische Semesterapparate der E-Learning-Plattform WueCampus sowie die Buchdigitalisierung im Rahmen des Sammlungsportals Franconica. Die UB Würzburg unterstützt mit dem Online-Publikationsservice OPUS Würzburg die Open-Access-Initiative: Auf diesem Server können Wissenschaftler und Studierende der Universität Würzburg ihre wissenschaftlichen Arbeiten veröffentlichen. Erst- und Zweitpublikationen sowie Zeitschriften, Reihen und Kongressberichte Würzburger Wissenschaftler stehen weltweit für die wissenschaftliche Forschung zur Verfügung. Zudem können Wissenschaftler der Universität Würzburg ihre Forschungsergebnisse im Würzburg University Press (WUP) veröffentlichen. Die im Verlag der Julius-Maximilians-Universität Würzburg veröffentlichten Forschungsergebnisse stehen gemäß der Open-Access-Idee im Internet weltweit frei und kostenlos zur Verfügung.

## Sondersammlungen
Die Sondersammlungen der UB werden von zwei Abteilungen betreut, die jeweils ein besonderes Aufgabengebiet haben:
Die Abteilung Handschriften und Alte Drucke erschließt und verwaltet den wertvollen Alt- und Sonderbestand der Universitätsbibliothek. Die seit über 400 Jahren angewachsene Sammlung erfuhr ihren größten Zuwachs in den Jahren der Säkularisation, als zahlreiche Bücher und Handschriften aus den Klöstern und Stiften in und um Würzburg in die Universitätsbibliothek gelangten. Heute umfassen die von der Abteilung betreuten Bestände neben den ca. 2300 Handschriften und ca. 3000 Inkunabeln zahlreiche Drucke aus den Jahren vor 1801, sowie Papyri, Autografen, Nachlässe, Originalgrafik, historische Karten und Pläne. Zu den größten Kostbarkeiten der Sammlungen gehören das in Frankreich im 6. Jahrhundert geschriebene Kiliansevangeliar und das Fuldaer Evangeliar mit der Würzburger Markbeschreibung sowie das Rundbuch des Fürstbischofs Julius Echter. Neben Textdokumenten befinden sich auch einige andere Objekte im Bestand der Bibliothek, z. B. 184 Exemplare der Würzburger Lügensteine.
Die Abteilung Fränkische Landeskunde betreut die umfangreichste Sammlung fränkischer Literatur bzw. der Literatur über Franken, seine Kultur und Geschichte an einer wissenschaftlichen Bibliothek. Seit 1962 wird hier auch die Unterfränkische Bibliographie als Regionalbibliographie für den bayerischen Regierungsbezirk Unterfranken erstellt, heute als Teil der Bayerischen Bibliographie. Räumlich gesehen liegt der Schwerpunkt der Sammlung auf Unterfranken, daneben wird aber auch Literatur über Mittel- und Oberfranken sowie Hennebergisches Franken, Hohenlohe, Württembergisch und Badisches Franken gesammelt. Ein weiterer Teil der Sammlung ist das Reisealbum des Pfalzgrafen Ottheinrich, welches zahlreiche historische Stadtansichten enthält. 